# Кузьмин, Владимир Александрович (художник, 1923)
Влади́мир Алекса́ндрович Кузьми́н (8 марта 1923, Рязань — 14 июля 1985, Магнитогорск) — советский сценограф

, заслуженный художник РСФСР (1967), участник Великой Отечественной войны, гвардии старший лейтенант.

## Биография
Владимир Александрович Кузьмин родился 8 марта 1923 года в городе Рязани Рязанской губернии РСФСР.
В 1941 году Рязанским РВК был призван в Рабоче-крестьянскую Красную Армию; в боях Великой Отечественной войны с 1942 года. Воевал в должности командира миномётного взвода 2-й миномётной роты 808-го стрелкового полка (394-я стрелковая дивизия), лейтенант; 29 сентября 1943 года был контужен. Войну закончил в Болгарии. Удостоен боевых наград.
В 1949 году окончил театрально-декорационное отделение Рязанского художественного училища.
В 1950—60-е годы работал художником-иллюстратором в Мордовском и Рязанском книжных издательствах
В 1950—1957 годах работал декоратором в Рязанском драматическом театре.
В 1960—1962 годах работал декоратором в Астраханском драматическом театре им. С. М. Кирова.
В 1962—1985 годы — главный художник Магнитогорского драматического театра им. А. С. Пушкина.
По приглашению оформлял спектакли в Краснодаре, Челябинске, Куйбышеве, Кемерово, Караганде, Кургане, Уфе.
Член Всероссийского театрального общества (с 1953), Союза художников СССР (с 1956).
Владимир Александрович Кузьмин умер 14 июля 1985 года в городе Магнитогорске Челябинской области, похоронен на Левобережном кладбище Магнитогорска, квартал 5А.

### Семья
Жена — Роза Константиновна Кузьмина (19 января 1929, Ульяновск — 9 сентября 1998, Магнитогорск), заслуженная артистка РСФСР (26.12.1979).

## Творчество
Работал в области театральной декорации, графики, монументальной живописи.
Оформил около 100 спектаклей, в том числе 40 — в Магнитогорском драмтеатре. В числе лучших работ — «Гамлет» У. Шекспира (режиссёр А. А. Резинин, 1963), «Стройфронт» А. И. Завалишина (реж. А. А. Резинин, 1967), «Мария» А. Д. Салынского (реж. Анатолий Резинин, 1969), «На дне» М. Горького (1970), «Гроза» А. Н. Островского (1973), «Расстрелянный ветер» С. В. Мелешина (1978), «Страсти под вязами» Ю. О’Нила (1979) и другие.
Оформил в Магнитогорске: Дом связи (мозаика, смальта; 1962—63), салоны «Руслан» и «Лада», кафе «Театральное», театр «Буратино» (роспись фойе старого здания на тему сказки «Приключения Буратино»). По его эскизам выполнены мозаичное панно и витражи в Кургане: в гостинице «Москва» (1963) и ресторане «Тобол» (1963).
Выставки
- Челябинск, Магнитогорск (1983)[7]
- Москва (1985)[8]
- Иркутск (1986)[9]

## Награды
- Заслуженный художник РСФСР, 1967 год[К 1]
- Орден Красного Знамени[10]
- Орден Отечественной войны II степени, 6 апреля 1985 года[11]
- Медаль «За отвагу», 24 марта 1944 года[1]
- Медаль «За победу над Германией в Великой Отечественной войне 1941—1945 гг.»[2]
- Орден «Отечественная война» Народной Республики Болгария[2]
- Почётные грамоты Верховного Совета Мордовской АССР, дипломы Министерства культуры СССР и РСФСР[2].

## Адреса
- Рязань, ул. Подгорная, 24[12].

## Память
Произведения В. А. Кузьмина хранятся в краеведческом музее и картинной галерее Магнитогорска, в Рязанском художественном музее.

## Комментарии
1. ↑  На сайте Магнитогорского драмтеатра[4] упомянут как заслуженный деятель искусств, по-видимому, ошибочно.